# Districtul Cham
Districtul Cham este un district rural (Landkreis) din regiunea administrativă Palatinatul Superior, landul Bavaria, Germania.

## Orașe și comune
| orașe 1. Bad Kötzting (7.347) 2. Cham (17.341) 3. Furth im Wald (9.371) 4. Roding (11.474) 5. Rötz (3.533) 6. Waldmünchen (7.285) comune (târg) 1. Eschlkam (3.558) 2. Falkenstein (3.342) 3. Lam (2.893) 4. Neukirchen b.Hl.Blut (4.009) 5. Stamsried (2.278) | comune 1. Arnschwang (2.034) 2. Arrach (2.731) 3. Blaibach (2.054) 4. Chamerau (2.664) 5. Gleißenberg (961) 6. Grafenwiesen (1.654) 7. Hohenwarth (Cham) (2.101) 8. Lohberg (2.095) 9. Michelsneukirchen (1.782) 10. Miltach (2.372) 11. Pemfling (2.254) 12. Pösing (976) 13. Reichenbach (1.199) 14. Rettenbach (1.797) 15. Rimbach (2.050) 16. Runding (2.364) 17. Schönthal (2.033) 18. Schorndorf (2.564) 19. Tiefenbach (2.191) 20. Traitsching (4.085) 21. Treffelstein (1.037) 22. Waffenbrunn (2.057) 23. Wald (2.797) 24. Walderbach (2.098) 25. Weiding (2.607) 26. Willmering (2.187) 27. Zandt (1.861) 28. Zell (1.853) |